# Чуприна, Мария Терентьевна
Мария Терентьевна Чуприна (укр. Марія Терентіївна Чуприна; род. 10 августа 1938, Сумская область, СССР) — бригадир виноградарской бригады совхоза «Славное» Раздольненского района Крымской области, Украинская ССР, Герой Социалистического Труда (1971).

## Биография
Родилась 10 августа 1938 года в Сумской области Украинской ССР. Украинка. В начале 1960-х годов Мария Терентьевна по оргнабору приехала в Крымскую область на строительство Северо-Крымского канала. После поступления в 1965 году днепровской воды в село Славное Раздольненского района она продолжила работу в виноградарской бригаде совхоза «Славное». Директор совхоза, Герой Социалистического Труда А. Г. Гаврилов, уделял виноградарству большое внимание. Совхоз стал пионером его развития в степной зоне, под эту культуру были отведены большие площади. М. Т. Чуприна возглавила виноградарскую бригаду, добилась урожайности около 160 центнеров с гектара для орошаемых виноградниках. Ежегодно участвовала в Выставке достижений народного хозяйства СССР. Указом Президиума Верховного Совета СССР от 8 апреля 1971 года «за выдающиеся успехи, достигнутые в развитии сельскохозяйственного производства и выполнении пятилетнего плана продажи государству продуктов земледелия и животноводства», Чуприне Марии Терентьевне было присвоено звание Героя Социалистического Труда с вручением ордена Ленина и золотой медали «Серп и Молот».
В настоящее время (2021) на пенсии, проживает в селе Славное Раздольненского района Республики Крым.

## Награды
Награждена орденом Ленина (8 апреля 1971), медалями, а также медалями ВДНХ СССР.

## Память
- Отмечена в мемориале Герои Социалистического Труда Крыма на Набережной в Симферополе.